# 니시무라 사다아키
니시무라 사다아키(일본어: 西村 貞朗, 1934년 11월 25일 ~ 2015년 8월 3일)는 일본의 전 프로 야구 선수이자 야구 해설가·평론가이다. 가가와현 나카타도군 고토히라정 출신이며 현역 시절 포지션은 투수였다.
일본 프로 야구 역대 5번째의 퍼펙트 게임 달성자로도 알려져 있다.

## 인물

### 프로 입단 전
고토히라 고등학교 시절에는 에이스로서 활약했다. 2학년 때인 1951년 추계 시코쿠 대회 가가와현 예선 결승에 진출했고 다카마쓰 제1 고등학교의 아라이 다케시와 투수전을 펼쳤지만 완봉패를 당했다. 이듬해 1952년 여름에는 가가와현 예선 결승에서 다카마쓰 제1 고등학교를 누르고 우승, 기타시코쿠 대회에 진출했지만 야와타하마 고등학교에게 패하면서 춘계와 하계 모두 고시엔 대회 출전은 이뤄지지 않았다.

### 프로 야구 선수 시절
1953년 니시테쓰 라이온스에 입단, 같이 입단한 동기로는 도요다 야스미쓰, 다카쿠라 데루유키, 가와무라 히사후미가 있다. 또 같은 가가와현 출신의 나카니시 후토시가 있었기 때문에 팀에 바로 융화될 수 있었다.
본격파 우완 투수로 기대되면서 개막 직후부터 선발로 기용됐지만 뚜렷한 결과를 남기지 못하고 그 해에는 2승(9패)으로 끝났다. 데뷔 첫 승리까지 6연패를 당하고 있었지만 이것은 고졸 신인 1년째의 기록상으론 일본 프로 야구 기록이다. 하지만 이듬해 1954년, 가와무라에 이어 팀내 2위에 해당되는 22승, 평균 자책점 1.77(다쿠와 모토지에 이어 리그 2위)을 기록했다. 투수진의 중축으로 팀의 리그 첫 우승에 큰 기여를 했고 최고 승률 타이틀도 석권했다. 그해 주니치 드래건스와의 일본 시리즈에서는 3경기에 등판했는데 1차전 선발로 기용돼 스기시타 시게루와 투수전을 펼쳤지만 8회에 제구력 난조로 무너지면서 패전 투수가 됐고 팀도 일본 시리즈 우승에는 실패했다.
그 후에도 주력 투수로서 활약한 1956년에는 시즌 21승을 올렸고 요미우리 자이언츠와 맞붙은 일본 시리즈에서도 3경기에 등판, 팀의 일본 시리즈 제패에 기여했다. 그러나 이듬해 1957년에는 어깨 부상도 있어서 침체를 겪었고 변화구 주체의 투구로 전환될 수밖에 없었다.
1958년 7월 19일 고마자와 야구장에서 열린 도에이 플라이어스전에서 일본 프로 야구 역대 5번째인 퍼펙트 게임을 달성했다. 도요다에 따르면, 니시무라는 3회 종료 시에 “자, 퍼펙트 게임이야. 정신 바짝 차리고 지켜라”라며 말했다. 그해 요미우리와 맞붙은 일본 시리즈에서는 2경기에 등판했다.
1962년에는 승패없이 4경기에만 등판하여 그 해를 마지막으로 9년 간의 현역 생활을 은퇴했다.

### 그 후
현역에서 은퇴한 후에는 규슈 아사히 방송의 야구 해설자를 오랫동안 맡았고 후쿠오카시내에서 주유소 경영을 총괄하는 회사(주식회사 오모리 상사)의 회장을 맡고 있었다. 또한 동갑내기이자 입단 동기였던 도요다, 다카쿠라가 은퇴 후에도 서로 친분을 가졌고 특히 도요다는 니시무라의 자택을 자주 방문했다. 2008년 7월 15일 후쿠오카 소프트뱅크 호크스 - 사이타마 세이부 라이온스전에서 와다 히로미, 다카쿠라와 함께 시구자로 나서며 오랜만에 투수로서의 모습을 보였다.
출신지에 있는 고토히라구의 에마전에는 1954년 리그 우승 당시에 봉납한 사진이 담긴 액자가 장식돼 있다. 2015년 8월 3일에 간암으로 사망했다(향년 80세).

## 상세 정보

### 출신 학교
- 가가와현립 고토히라 고등학교

### 선수 경력
- 니시테쓰 라이온스(1953년 ~ 1962년)

### 수상·타이틀 경력

#### 타이틀
- 최고 승률 : 1회(1954년)

#### 수상
- 베스트 나인 : 1회(1954년)
- 최우수 투수 : 1회(1954년)

### 개인 기록
- 첫 등판 : 1953년 3월 21일, 대 긴테쓰 펄스 2차전(헤이와다이 야구장)
- 첫 선발 : 1953년 3월 29일, 대 난카이 호크스 1차전(오사카 구장)
- 첫 승리 : 1953년 9월 18일, 대 한큐 브레이브스 19차전(헤이와다이 야구장)

첫 승리까지의 6연패는 고졸 신인으로서의 최악의 기록
- 퍼펙트 게임 : 1회(1958년 7월 19일, 대 도에이 플라이어스 16차전, 고마자와 야구장) ※역대 5번째
- 올스타전 출장 : 2회(1954년, 1955년)

### 등번호
- 20(1953년 ~ 1962년)

### 연도별 투수 성적
| 연 도      | 소 속      | 등 판 | 선 발 | 완 투 | 완 봉 | 무 4 구 | 승 리 | 패 전 | 세 이 브 | 홀 드 | 승 률 | 타 자 | 이 닝  | 피 안 타 | 피 홈 런 | 볼 넷 | 고 4 | 몸 맞 | 탈 삼 진 | 폭 투 | 보 크 | 실 점 | 자 책 점 | 평 자 책 | W H I P |
| ---------- | ---------- | ----- | ----- | ----- | ----- | ------- | ----- | ----- | -------- | ----- | ----- | ----- | ------ | -------- | -------- | ----- | ---- | ----- | -------- | ----- | ----- | ----- | -------- | -------- | ------- |
| 1953년     | 니시테쓰   | 34    | 13    | 2     | 0     | 0       | 2     | 9     | --       | --    | .182  | 525   | 119.2  | 96       | 2        | 83    | --   | 1     | 129      | 5     | 0     | 60    | 53       | 3.98     | 1.50    |
| 1954년     | 니시테쓰   | 46    | 26    | 14    | 8     | 2       | 22    | 5     | --       | --    | .815  | 1043  | 275.0  | 167      | 10       | 72    | --   | 4     | 236      | 4     | 0     | 65    | 54       | 1.77     | 0.87    |
| 1955년     | 니시테쓰   | 57    | 22    | 6     | 0     | 1       | 19    | 6     | --       | --    | .760  | 1066  | 268.1  | 229      | 15       | 71    | 4    | 1     | 191      | 1     | 1     | 93    | 72       | 2.41     | 1.12    |
| 1956년     | 니시테쓰   | 62    | 29    | 8     | 4     | 0       | 21    | 7     | --       | --    | .750  | 935   | 246.1  | 162      | 6        | 61    | 6    | 3     | 163      | 3     | 0     | 60    | 47       | 1.71     | 0.91    |
| 1957년     | 니시테쓰   | 29    | 9     | 2     | 0     | 0       | 5     | 5     | --       | --    | .500  | 355   | 87.0   | 80       | 2        | 26    | 1    | 0     | 52       | 4     | 0     | 33    | 26       | 2.69     | 1.22    |
| 1958년     | 니시테쓰   | 39    | 16    | 1     | 1     | 1       | 7     | 10    | --       | --    | .412  | 472   | 113.2  | 96       | 6        | 42    | 2    | 1     | 69       | 2     | 0     | 41    | 35       | 2.76     | 1.21    |
| 1959년     | 니시테쓰   | 29    | 12    | 2     | 1     | 0       | 6     | 4     | --       | --    | .600  | 366   | 91.2   | 80       | 2        | 22    | 1    | 3     | 58       | 2     | 0     | 31    | 25       | 2.45     | 1.11    |
| 1961년     | 니시테쓰   | 12    | 2     | 0     | 0     | 0       | 0     | 1     | --       | --    | .000  | 100   | 17.1   | 34       | 2        | 11    | 0    | 0     | 10       | 4     | 0     | 28    | 16       | 8.00     | 2.60    |
| 1962년     | 니시테쓰   | 4     | 1     | 0     | 0     | 0       | 0     | 0     | --       | --    | ----  | 33    | 7.1    | 8        | 1        | 3     | 0    | 0     | 3        | 0     | 0     | 5     | 4        | 4.50     | 1.50    |
| 통산 : 9년 | 통산 : 9년 | 312   | 130   | 35    | 14    | 4       | 82    | 47    | --       | --    | .636  | 4895  | 1226.1 | 952      | 46       | 391   | 14   | 13    | 911      | 25    | 1     | 416   | 332      | 2.44     | 1.10    |

- 굵은 글씨는 시즌 최고 성적.